# سلیتی

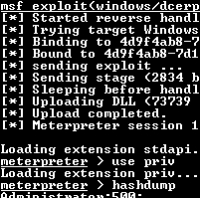
سلیتی

سَلیتی (به انگلیسی: Sality) یک بدافزار بسیار معروف و مخرب است که در سال ۲۰۰۳ برای اولین بار شناسایی شد.این بدافزار از نوع ویروس است که با چسباندن کد مخرب به فایلهای اجرایی سالم، آنها را آلوده و تبدیل به ناقلی از خود می‌کند. ضمن اینکه با کپی فایل‌های آلوده بر روی حافظه‌های جداشدنی، پوشه‌های اشتراکی و در برخی از نسخه‌ها سوءاستفاده از آسیب‌پذیری‌های امنیتی سیستم عامل، خود را به‌سرعت در سطح شبکه توزیع می‌کند.

## عملکرد
این بدافزار بخش ابتدایی فایل‌های اجرایی را با کدی پیچیده جایگزین می‌کند تا در زمان اجرای فایل، کد مخرب فراخوانی شده و در عین حال عملکرد اصلی فایل نیز حفظ شود.
نخستین نسخه از بدافزار Sality در ۱۷ فروردین ۱۳۸۲ شناسایی شد و طی یک دهه پس از آن، نسخه‌های متعددی از این بدافزار مخرب با کدهایی پویا و با قابلیت‌های پیشرفته عرضه شد. از جمله این قابلیت‌ها می‌توان به توانایی فعالیت به‌عنوان درب‌پشتی، جاسوس‌افزار و روت‌کیت اشاره کرد. اگر چه چندین سال است که نسخه جدیدی از Sality ارائه نشده اما متأسفانه ایران در فهرست پنج کشوری است که این بدافزار در آنها بیشترین فعالیت را دارد.